# Fengxin
Fengxin är ett härad i Jiangxi-provinsen i södra Kina.
1. ↑  http://www.geohive.com/cntry/cn-36.aspx